# Zlatka Guentchéva-Desclés
Zlatka Guentchéva-Desclés est une linguiste française d'origine bulgare. Ses travaux portent, au plan aréal, sur les langues slaves et balkaniques, et au plan thématique, sur la linguistique générale, et en particulier la typologie du temps, de l'aspect et de la modalité.

## Carrière
Zlatka Guentchéva-Desclés (translittération internationale du nom original bulgare Златка Генчева : Zlatka Genčeva) est chargée de recherche au CNRS (Laboratoire de linguistique formelle (d), université Paris VII) et chargée de cours (linguistique générale) à l'université  Paris-Sorbonne (en 1990), puis directrice de recherche. Elle rejoint ensuite le Laboratoire de langues et civilisations à tradition orale du Centre national de la recherche scientifique, dont elle est directrice de 2000 à 2008.
En 2021, elle est présidente de la Société de linguistique de Paris.
Ses travaux portent sur les langues slaves et les langues des Balkans. Son doctorat d'État, Contributions à l'étude des catégories grammaticales du bulgare littéraire contemporain, aborde des thèmes de linguistique générale : en particulier le temps, l'aspect, la modalité et leurs interactions. Ces thèmes ont ensuite été développés dans l'ensemble de son œuvre.

## Distinctions
Zlatka Guentchéva a été nommée docteur honoris causa de l’université de Sofia le 30 mai 2007. 
Elle a reçu en 2019 le prix Meillet de l'Académie des Inscriptions et Belles-Lettres « pour l’ensemble de son œuvre dans les domaines des langues slaves et balkaniques, de la linguistique générale, et en particulier de la typologie ».

## Publications[6]
- Epistemic Modality and Evidentiality in a Cross-Linguistic Perspective, Berlin/Boston, Mouton De Guyter, 2018, 430 p.
- Aspectuality and Temporality: Descriptive and theoretical issues, Amsterdam, Benjamins, 2016, 740 p.
- Zlatka Guentcheva et Jon Landaburu (sous la dir.), L'énonciation médiatisée II - Le traitement épistémologique de l'information: illustrations amérindiennes et caucasiennes, Louvain-la-Neuve, Peeters, 2007, 441 p.